# Scharnitzspitze
Lo   Scharnitzspitze  è una cima montuosa alta 2.468 m sul livello del mare, e sorge sulla cresta principale dei Monti del Wetterstein, al confine tra Austria (stato federale del Tirolo ) e Germania (stato federale della Baviera).

## Geografia
La Scharnitzspitze si trova tra le vette più alte dello Schüsselkarspitze a est e dell'Oberreintalschrofen a ovest. È separata da queste montagne dai passi Wangscharte orientale e occidentale. A nord si trova la valle del Partnach e a sud quella del Leutascher Ache. È una delle vette che chiudono la valle Oberreintal a sud.
La Scharnitzspitze è una montagna molto nota per le arrampicate nelle Alpi calcaree settentrionali; in particolare, la parete sud presenta un elevato numero di vie di arrampicata. Ciò è dovuto alla robusta struttura del muro con gradini, fasce, crepe e camini e al suo orientamento verso sud.

## Accesso
Le località della valle sono Garmisch-Partenkirchen, Leutasch e Mittenwald, che sono i punti di partenza per la salita alla vetta e per le escursioni sul versante sud.
Intorno allo Scharnitzspitze si trovano diversi rifugi alpini che possono fungere da punto di partenza:
- a sud: il Wangalm (1.751 m) nella valle di Scharnitz; a gestione privata, raggiungibile da Leutasch.
- a sud: il Wettersteinhütte (1.717 m) nella Scharnitztal, sotto la Wangalm;  a gestione privata, accesso da Leutasch.
- a nord: l'Oberreintalhütte (1.532 m) nell'Oberreintalkar[1].

## Alpinismo
La prima ascensione della Scharnitzspitze fu effettuata dal dr. J. Mainzer con le due guide Johann e Josef Dengg da nord dall'Oberreintal attraverso lo Schüsselkar. Salirono appena sotto la Wangscharte orientale e da lì raggiunsero la vetta attraverso un passaggio di arrampicata che per l'epoca risultava difficile.
Grandi classici, ma ancora oggi itinerari di arrampicata molto gettonati sono:
- Vecchia parete sud (UIAA IV, 6 tiri), scalata per la prima volta nel 1905 da Hans Leberle e H. Schulze.
- Hannemann (UIAA V+), scalato per la prima volta nel 1920 da Karl Hannemann e Eberhard Hösch. Fu il primo tour attraverso la parete sud.
- Parete sud diretta (UIAA VII, 260 m), aperta per la prima volta nel 1957 da Walter Spitzenstätter e Helmut Baldauf.  Il percorso è stato delicatamente ripristinato e le aree fragili sono state ripulite. Ma oggi è necessariamente più difficile rispetto a prima della ristrutturazione.

Le nuove vie sulla parete sud sono:
- la Feuerlilie (UIAA 7+, 200 m), salita per la prima volta nel 1982 da Hansjörg Randl e Bernhard Hangl;
- la Weberknecht (UIAA 9-, 200 m), prima salita nel 1988 da B. Hangl e A. Wutscher, prima salita in libera di Heinz Zak nel 1988.

In generale, tutti i tour sono ad alta quota e richiedono esperienza nella messa in sicurezza. Anche la discesa dai sentieri è impegnativa e trovare la strada non è facile. La discesa dalla vetta porta al valico Wangscharte a est, da cui è necessario calarsi più volte in corda doppia. Un'altra possibilità è quella di scendere verso nord nell'Oberreintalkar.